# Hypodematiaceae
Hypodematiaceae Ching è una famiglia di piante dell'ordine Polypodiales.

## Descrizione
Le Hypodematiaceae sono felci rupestri o raramente terrestri, di medie dimensioni. Presentano rizomi striscianti o ascendenti e robusti che possono essere lunghi o corti. Le fronde sono pennate ed hanno una consistenza erbaceae o cartacea. I sori sono di forma orbicolare, con grandi indusi reniformi.

## Tassonomia
La famiglia comprende i seguenti generi:
- Hypodematium Kunze
- Leucostegia C.Presl